# Seventri
Seventri és un llogaret del Rajasthan, districte de Rajsamand, a 108 km al nord d'Udaipur (Rajasthan), 43 km al nord de Rajsamand i a uns 5 km de Charbhuja. En aquest lloc hi ha el temple de Roop Narain que és un antic temple construït el 1652. A dos km del llogaret hi ha el llac de Gomti Muhana o Laxman Jhoola, a la riba del qual hi ha un altre temple dedicat a Rama conegut com a temple de Ram Sita.